# 国立科尔多瓦大学
国立科尔多瓦大学（西班牙語：Universidad Nacional de Córdoba）是阿根廷科尔多瓦市的一所国立大学。科尔多瓦大学创设于1613年，为阿根廷最早的大学。

## 歷史
是整個美洲3所最古老的高等學府之一，也是美洲最早的大学之一，仅次于墨西哥国立自治大学和秘鲁利马的國立聖馬爾科斯大學。該校地處阿根廷第二大城市科爾多瓦，正式創建於1622年，其歷史可以追溯到17世紀之初的兩所教會學校。時的基督徒們在科爾多瓦省建立了高等學校。在這裡學生們，特別是修士們接受哲學和神學的課程教育。這個天主教教學機構就是科爾多瓦國立大學的前身。科爾多瓦國立大學共有兩個教區：大學城和歷史中心。學校教學設備齊全。擁有學術單位、教研中心、博物館、圖書館及行政管理機構等。其中全校共有二十多個圖書館，分別設立於各學術機構內。現今，學校共擁有在校生十一萬人，超過八千名教師和兩千六百名行政人員。學校共有85個本科專業，129個碩士和博士專業。

## 院系设置
- 法学与社会科学学院
- 建筑学院
- 经济学院
- 化学学院
- 农学院
- 医学院
- 理学院
- 人文科学学院
- 心理学院